# الفرقة الزرقاء
الفرقة الزرقاء (بالإسبانية: División Azul ، بالألمانية: Blaue Division) أو فرقة المشاة 250 هي فرقة عسكرية شكلت من المتطوعين الإسبان خدمت في الجيش الألماني خلال الحرب العالمية الثانية على الجبهة الشرقية في الفترة من 24 يونيو 1941 إلى 10 أكتوبر 1943.

## النشأة
علي الرغم من عدم دخول الرئيس الإسباني فرانكو الحرب بجانب ألمانيا إلا انه سمح للمتطوعين الإسبان بالانضمام إلى الجيش الألماني والمشاركة في الحرب ضد البلاشقة (الشيوعيين السوفييت) على الجبهة الشرقية على أن تضمن الحكومة الألمانية عدم اشتراك المتطوعين الأسبان في قتال ضد أي من قوات الحلفاء الغربيين أو سكان أوروبا الغربية الواقعة تحت الاحتلال الألماني. وبذلك أبقى المارشال فرانسيسكو فرانكو إسبانيا بحالة سلم مع قوات الحلفاء وفي نفس الوقت يرد دين هتلر على مأقدمه له من مساعدات خلال الحرب الأهلية الإسبانية.
حينما بدأت ألمانيا عملية بارباروسا في 22 يونيو 1941 بعث وزير الخارجية الإسباني أقتراحا لبرلين لتشكيل قوات من المتطوعين الإسبان فيما أرسل المارشال فرانكو عرضا رسميا للمساعدة في الحملة، وافق هتلر على المتطوعين الإسبان في 24 يونيو 1941. وسارع المتطوعون للتسجيل في المكاتب المنتشره في جميع إسبانيا، في البداية كانت الحكومة الإسبانية مستعدة لارسال نحو 4,000 فرد لكن سرعان ما أدركت أن هنالك عدد كاف من المتطوعين لملء فرقة كاملة.

## التحشد وأعمال القتال

### إعادة التنظيم في ألمانيا
بحلول 13 يوليو 1941 غادرت أولى دفعات المتطوعين من العاصمة الإسبانية مدريد عبر السكك الحديدية باتجاه بافاريا جنوب ألمانيا وبعد 5 أسابيع من التدريبات أصبحت الفرقة الإسبانية تعرف باسم فرقة المشاة 250 وكانت الفرقة مشكلة في البداية من 4 أفواج مشاة على النظام العسكري الإسباني لكن من أجل اندماجهم مع باقي تشكلات الجيش الألماني تم تبني النظام العسكري الألماني وتوزيع الفرقة على 3 أفواج مشاة فتم حل إحدى الأفواج الأربعة وتوزيع أفراده الأفواج الثلاث للفرقة، وتم تسمية أفواج المشاة الثلاث باسماء المدن الإسبانية وهي برشلونة وفالنسيا وإشبيلية، ويتألف كل فوج من 3 كتائب مشاة في كتيبة 3 سريا مشاة وسرية ثقيلة. ويضم الفوج كذلك إضافة إلى الكتائب المشاة الثلاثة سرية مدفعية مضادة للدروع من 4 فصائل في كل فصيل 3 مدافع إضافة إلى مدفعية مشاة من 3 فصائل وفصيل اقتحام لكل فوج.
- هيئة الأركان العامة للفرقة: (189 فرد)
- فوج المشاة 262: (3012 فرد)
- فوج المشاة 263: (3012 فرد)
- فوج المشاة 269: (3012 فرد)
- فوج المدفعية 250: (2793 فرد)
- الكتيبة المضادة للدروع 250: (574 فرد، 36 مدفع عيار 37 ملم)
- كتيبة الاستطلاع 250: (531 فرد)
- كتيبة الاحتياط 250: (601 فرد)
- كتيبة الإشارة 250: (511 فرد)
- كتيبة الهندسة 250: (712 فرد)
- الخدمات الإدارية: (257 فرد)
- الخدمات الطبية: (518 فرد)
- الخدمات البيطرية: (237 فرد)
- الخدمات المواصلاتية: (1034 فرد)
- الشرطة العسكرية: (33 فرد)
- البريد العسكري: (18 فرد)

### الجبهة الروسية
بعد أداء القسم الشخصي أمام هتلر بأن يقاتلوا تحت سلطته تم قبول الفرقة رسميا بالجيش الألماني تحت اسم فرقة المشاة 25 في 31 يوليو، تم تعيين الفرقة بالبداية ضمن مجموعة الجيوش الوسطى المتقدمة نحو موسكو فتم نقل الفرقة بالقطارات إلى مدينة سوالكي ببولندا في 28 أغسطس ثم كان على أفراد أكمال 900 كم من الطريق مشيا باتجاه جبهة موسكو خلال مسير الفرقة تقرر نقلها إلى مجموعة الجيوش الشمالية لتصبح ضمن الجيش الألماني السادس عشر.

## وصلات خارجية
- 250th Infantry Division of the Wehrmacht